# Ludwig (Évreux)

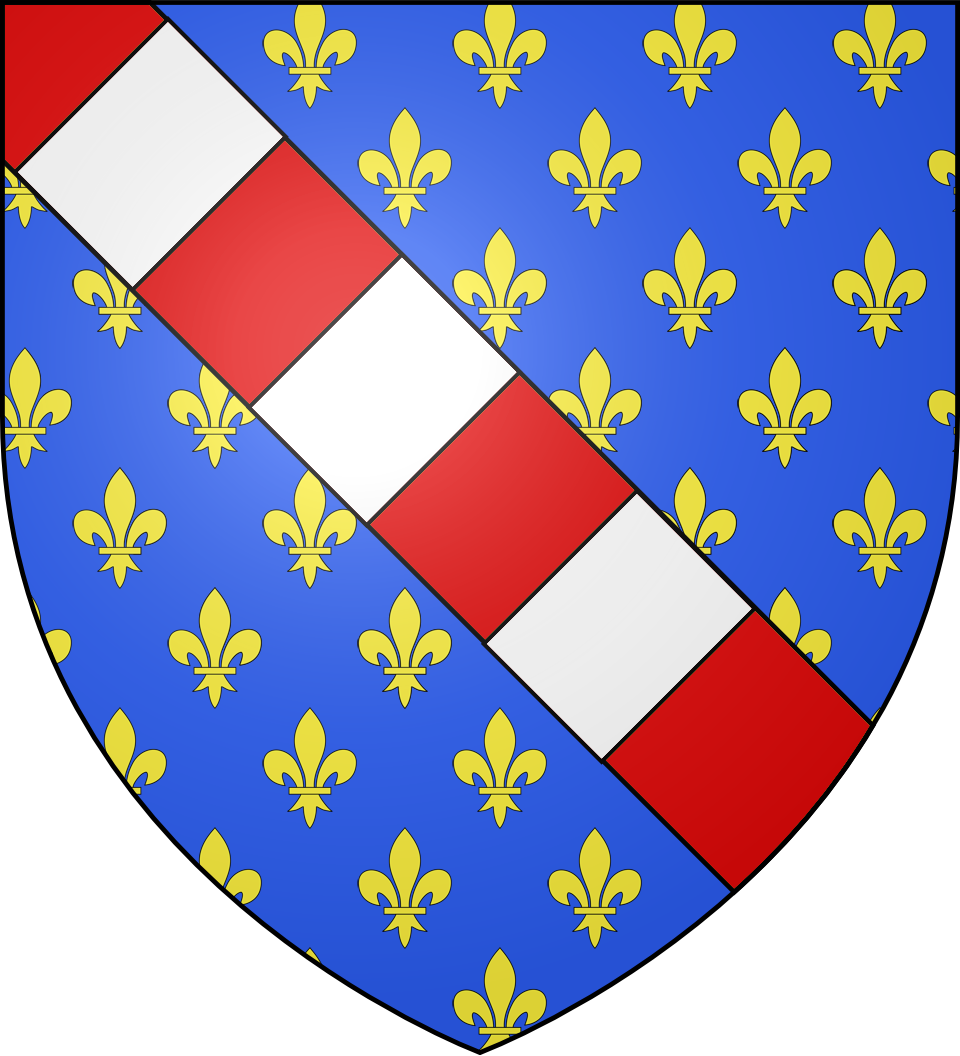
Das Wappen Graf Ludwigs von Évreux.

Ludwig von Frankreich, Graf von Évreux (* Mai 1276; † 19. Mai 1319 in Paris) war der dritte Sohn des französischen Königs Philipp III. mit dessen zweiter Ehefrau Maria von Brabant. Er war der Halbbruder von König Philipp IV. und Karl von Valois, dem Gründer des Hauses Valois.
1298 gab ihm Philipp IV. als Paragium die Grafschaften Évreux, Étampes, Beaumont-le-Roger, Meulan und Gien. 1316 bekam er zusätzlich die Grafschaft Longueville. Im Januar 1317 wurde er zum Grafen von Évreux und damit zum Pair von Frankreich ernannt.
Anders als die meisten seiner Zeitgenossen war er ein friedliebender Adliger. Er verteidigte in diplomatischen Missionen die Rechte des Königs gegen die Kirche und unterstützte insbesondere seinen Halbbruder Philipp IV. in dessen Kampf gegen Papst Bonifatius VIII. (1294–1303). Er nahm 1297, 1304 und 1315 an den Feldzügen in Flandern teil.
Er heiratete Anfang 1301 Margarete von Artois (* wohl 1285, † 24. April 1311), Herrin von Brie-Comte-Robert, die Schwester des Grafen Robert III., mit der er fünf Kinder hatte:
1. Maria (* 1303; † 31. Oktober 1335), ⚭ 1311 Johann III. Herzog von Brabant
2. Philipp III. (* 1305; † 1343), König von Navarra (de iure uxoris) ⚭ Johanna II. Königin von Navarra.
3. Karl von Évreux (* 1306; † 1336), Graf von Étampes, ⚭ Maria de la Cerda, Herrin von Lunel, Tochter des Ferdinand II. de la Cerda.
4. Margarete (* 1307; † 1350), ⚭ 1325 Wilhelm II. Graf von Auvergne (Haus Auvergne)
5. Johanna von Evreux (* 1310; † 1371), ⚭ Karl IV. König von Frankreich

Ludwig von Évreux ist der Stammvater des Hauses Frankreich-Évreux. Er wurde in Saint-Jacques in Paris beerdigt.